# Ethniki Odos 15
Die Ethniki Odos 15 (griechisch Εθνική Οδός 15 ‚Nationalstraße 15‘) ist eine Straßenverbindung in Griechenland.

## Verlauf
Die Straße nimmt ihren nördlichen Ausgang in Agios Germanos (Άγιος Γερμανός) in der Nähe des Großen Prespasees (kein Grenzübergang nach Nordmazedonien). Sie führt von dort über Lamos und Lefkonas oberhalb des Kleinen Prespasees zur Straße Ethniki Odos 2 (Europastraße 86), die von Florina (Φλώρινα) kommt. Mit der EO 2 verläuft sie gemeinsam nach Süden über Kotas, trennt sich wieder von der nach Westen abzweigenden EO 2 und folgt dem Fluss Ladopotamos an Gavros vorbei, lässt die Verbindung zur Autobahn Aftokinitodromos 29 abzweigen und erreicht Chloi und anschließend Kastoria (Καστοριά) am gleichnamigen See. Sie folgt dem See nach Südosten bis Dispilio, verlässt ihn dort und führt über Mititsa zur A 29, deren Lauf sie bis zur Anschlussstelle Aliakmonos folgt. Von dort führt sie zur Verknüpfung mit der Straße Ethniki Odos 20 und gemeinsam mit dieser zur Anschlussstelle Mikrokastro der A 29. In der Nähe der Verzweigung der A 29 mit der Autobahn Aftokinitodromos 2 trennt sie sich von der EO 20 und führt, teilweise parallel zur A 2, nach Südwesten über Vatokakkos nach Grevena (Γρεβενά) weiter (Umgehungsstraße). Von dort führt sie nach Süden zum Autobahnanschluss der A 2 und weiter generell nach Südosten und später Süden über Agii Theodori und Agiofilou zur Straße Ethniki Odos 6, an der sie nordwestlich von Kalambaka  endet.